# Instituto Superior de Informática e Gestão
O Instituto Superior de Informática e Gestão foi uma instituição privada de ensino superior de Portugal, fundada em 1983, com sede em Lisboa. Foi encerrado voluntariamente através do Despacho n.º 15048/2010 (2.ª série), de 22 de setembro.

## Áreas de estudo
- Artes e humanidades [3]
- Negócios e Ciências Sociais[3]
- Língua e Cultura[3]
- Medicina e Saúde[3]
- Engenharia[3]
- Ciência e tecnologia[3]